# 고에너지 가시광선

고에너지 빛의 한 종류인 청색광은 가시광선의 일부이다.

고에너지 가시광선(High-energy visible light, HEV 광선)은 가시광선에서 400~450nm의 보라색/파란색 대역의 단파장 빛으로, 일주기 리듬 및 망막 건강에 부정적인 생물학적 영향을 미치는 것으로 알려져 있다. 이는 연령 관련 황반변성을 유발할 수 있다. 청색광의 부정적인 영향을 방지하기 위해 청색 차단 필터가 점점 더 안경에 설계되고 있다. 그러나 안경으로 청색광을 필터링하는 것이 눈 건강, 눈의 피로, 수면의 질 또는 시력의 질에 영향을 미친다는 확실한 증거는 없다.

## 배경

### 청색 LED 조명
청색 LED는 LED 디스플레이 및 고태 조명(예: LED 조명)의 보급이 증가하고 기존 소스에 비해 청색 외관(더 높은 색온도)으로 인해 청색광 연구의 대상이 되는 경우가 많다. 그러나 자연광은 청색광의 스펙트럼 밀도가 상대적으로 높기 때문에 LED 디스플레이 기술이 비교적 최근에 등장했음에도 불구하고 높은 수준의 청색광에 노출되는 것은 새롭거나 독특한 현상이 아니다. LED 디스플레이는 모든 RGB LED를 자극하여 백색광을 방출하지만 조명의 백색광은 일반적으로 주로 450nm 근처에서 방출하는 청색 LED와 청색광 중 일부를 더 긴 파장으로 하향 변환하기 위한 인광체를 결합하여 생성된다. 백색광을 형성한다. SSL 기술이 에너지 자원 요구 사항을 획기적으로 줄여주기 때문에 이는 종종 "차세대 조명"으로 간주된다.

### 광효율
청색 LED, 특히 백색 LED에 사용되는 LED는 약 450nm에서 작동하며, 여기서 V(λ)=0.038이다. 이는 450nm의 청색광이 555nm의 녹색광과 동일한 광속을 인식하려면 약 25배의 복사속(에너지)이 필요하다는 것을 의미한다. 비교를 위해, 380 nm의 UV-A(V(λ)=0.000 039)는 녹색과 동일한 강도에서 인식되기 위해 25,641배의 방사 에너지 양이 필요하며 이는 파란색 LED보다 3배 더 크다. 연구에서는 종종 광도 대신 동일한 광속을 사용하여 동물 실험을 비교한다. 이는 총 방출 에너지가 아닌 서로 다른 주파수에서 인지된 빛의 비교 수준을 의미한다.

## 같이 보기
- 자외선